# Tercera fase de la clasificación de OFC para la Copa Mundial de Fútbol de 2014
La tercera fase de la clasificación de OFC para la Copa Mundial de Fútbol de 2014 es la última etapa de las eliminatorias de Oceanía para el Mundial de Brasil. Las cuatro selecciones que alcanzaron las semifinales en la Copa de las Naciones de la OFC 2012, las Islas Salomón, Nueva Caledonia, Nueva Zelanda y Tahití, se enfrentan en un sistema de liga todos contra todos. Nueva Zelanda finalizó primero y por ende clasificó al repechaje ante el cuarto mejor posicionado del hexagonal final de la Concacaf por un lugar en la máxima competición internacional entre selecciones.
El 26 de junio de 2012 se confirmó el fixture y en los días siguientes las federaciones de los países participantes dieron a conocer las sedes de los encuentros, aunque la Asociación de Fútbol de Nueva Zelanda confirmó el estadio y la ciudad donde se disputó el partido entre los All Whites y Nueva Caledonia el 10 de febrero de 2013.

## Cobertura
Sky Sports televisará los partidos en los que Nueva Zelanda juegue de local, mientras que en los demás partidos la OFC TV ofrece un corto video con las jugadas más importantes.

## Clasificación
| Equipo          | Pts | PJ | PG | PE | PP | GF | GC | Dif |
| --------------- | --- | -- | -- | -- | -- | -- | -- | --- |
| Nueva Zelanda   | 18  | 6  | 6  | 0  | 0  | 17 | 2  | 15  |
| Nueva Caledonia | 12  | 6  | 4  | 0  | 2  | 17 | 6  | 11  |
| Tahití          | 3   | 6  | 1  | 0  | 5  | 2  | 12 | -10 |
| Islas Salomón   | 3   | 6  | 1  | 0  | 5  | 5  | 21 | -16 |

## Resultados
| 7 de septiembre de 2012, 15:00 (UTC+11) | Islas Salomón             | 2:0 (1:0) | Tahití | Lawson Tama, Honiara                                                    |                                                                         |
|                                         | Fa'arodo 16' · Teleda 60' | Reporte   |        | Asistencia: 22.000 espectadores Árbitro(s): Jamie Cross (Nueva Zelanda) | Asistencia: 22.000 espectadores Árbitro(s): Jamie Cross (Nueva Zelanda) |

| 7 de septiembre de 2012, 18:00 (UTC+11) | Nueva Caledonia | 0:2 (0:2) | Nueva Zelanda         | Numa-Daly Magenta, Numea                                           |                                                                    |
|                                         |                 | Reporte   | Smeltz 12' · Wood 40' | Asistencia: 5.000 espectadores Árbitro(s): Norbert Hauata (Tahití) | Asistencia: 5.000 espectadores Árbitro(s): Norbert Hauata (Tahití) |

| 11 de septiembre de 2012, 19:35 (UTC+12) | Nueva Zelanda                                                                   | 6:1 (2:0) | Islas Salomón | North Harbour, Auckland                                                      |                                                                              |
|                                          | Smeltz 12' · Barbarouses 25' · Killen 53' · Lochhead 69' · Wood 80' · Rojas 83' | Reporte   | Fa'arodo 51'  | Asistencia: 7.931 espectadores Árbitro(s): Bertrand Billon (Nueva Caledonia) | Asistencia: 7.931 espectadores Árbitro(s): Bertrand Billon (Nueva Caledonia) |

| 11 de septiembre de 2012, 20:00 (UTC-10) | Tahití | 0:4 (0:0) | Nueva Caledonia                              | Pater Te Hono Nui, Papeete                                    |                                                               |
|                                          |        | Reporte   | Lolohea 55' · Kaï 56' 63' · Gope-Fenepej 89' | Asistencia: 600 espectadores Árbitro(s): Andrew Achari (Fiyi) | Asistencia: 600 espectadores Árbitro(s): Andrew Achari (Fiyi) |

| 12 de octubre de 2012, 15:00 (UTC+11) | Islas Salomón         | 2:6 (1:2) | Nueva Caledonia                                                       | Lawson Tama, Honiara                      |                                           |
|                                       | Tanito 33' · Nawo 59' | Reporte   | Kayara 8' · Gope-Fenepej 45' 81' 90+1' · Faisi 78' (a.g.) · Haeko 88' | Árbitro(s): Peter O'Leary (Nueva Zelanda) | Árbitro(s): Peter O'Leary (Nueva Zelanda) |

| 12 de octubre de 2012, 20:00 (UTC-10) | Tahití | 0:2 (0:1) | Nueva Zelanda            | Pater Te Hono Nui, Papeete         |                                    |
|                                       |        | Reporte   | Smeltz 24' · Sigmund 82' | Árbitro(s): Bruce George (Vanuatu) | Árbitro(s): Bruce George (Vanuatu) |

| 16 de octubre de 2012, 19:35 (UTC+12) | Nueva Zelanda                    | 3:0 (1:0) | Tahití | AMI Stadium, Christchurch                                                |                                                                          |
|                                       | McGlinchey 3' 90+4' · Killen 90' | Reporte   |        | Asistencia: 10.751 espectadores Árbitro(s): Gerald Oiaka (Islas Salomón) | Asistencia: 10.751 espectadores Árbitro(s): Gerald Oiaka (Islas Salomón) |

| 16 de octubre de 2012, 19:30 (UTC+11) | Nueva Caledonia                                            | 5:0 (4:0) | Islas Salomón | Numa-Daly Magenta, Numea                |                                         |
|                                       | Gope-Fenepej 5' · Kayara 12' · Kabeu 31' · Lolohea 45' 90' | Reporte   |               | Árbitro(s): Abdelkader Zitouni (Tahití) | Árbitro(s): Abdelkader Zitouni (Tahití) |

| 22 de marzo de 2013, 20:00 (UTC-10) | Tahití                     | 2:0 (1:0) | Islas Salomón | Pater Te Hono Nui, Papeete       |                                  |
|                                     | Bourebare 28' · Vallar 82' | Reporte   |               | Árbitro(s): Andrew Achari (Fiyi) | Árbitro(s): Andrew Achari (Fiyi) |

| 22 de marzo de 2013, 19:45 (UTC+12) | Nueva Zelanda            | 2:1 (1:0) | Nueva Caledonia | Forsyth Barr, Dunedin                                                   |                                                                         |
|                                     | Killen 10' · Smith 90+4' | Reporte   | Lolohea 56'     | Asistencia: 7.138 espectadores Árbitro(s): Strebre Delovski (Australia) | Asistencia: 7.138 espectadores Árbitro(s): Strebre Delovski (Australia) |

| 26 de marzo de 2013, 18:00 (UTC+11) | Nueva Caledonia | 1:0 (0:0) | Tahití | Numa-Daly Magenta, Numea         |                                  |
|                                     | Lolohea 86'     | Reporte   |        | Árbitro(s): Rakesh Varman (Fiyi) | Árbitro(s): Rakesh Varman (Fiyi) |

| 26 de marzo de 2013, 15:00 (UTC+11) | Islas Salomón | 0:2 (0:1) | Nueva Zelanda | Lawson Tama, Honiara                |                                     |
|                                     |               | Reporte   | Payne 3' 88'  | Árbitro(s): Averii Jacques (Tahití) | Árbitro(s): Averii Jacques (Tahití) |

## Goleadores
| Jugador              | Selección       | Goles |
| -------------------- | --------------- | ----- |
| Georges Gope-Fenepej | Nueva Caledonia | 5     |
| Cesar Lolohea        | Nueva Caledonia | 5     |
| Shane Smeltz         | Nueva Zelanda   | 3     |
| Chris Killen         | Nueva Zelanda   | 3     |
| Henry Fa'arodo       | Islas Salomón   | 2     |
| Chris Wood           | Nueva Zelanda   | 2     |
| Bertrand Kaï         | Nueva Caledonia | 2     |
| Michael McGlinchey   | Nueva Zelanda   | 2     |
| Tim Payne            | Nueva Zelanda   | 2     |